# Blasenka
Blasenka är en bergstopp i Österrike.   Den ligger i distriktet Bludenz och förbundslandet Vorarlberg, i den västra delen av landet, 500 kilometer väster om huvudstaden Wien. Toppen på Blasenka är 2 109 meter över havet, eller 152 meter över den omgivande terrängen. Bredden vid basen är 0,84 km.
Terrängen runt Blasenka är huvudsakligen bergig, men åt nordväst är den kuperad. Närmaste större samhälle är Bludenz, 14,6 kilometer sydväst om Blasenka. 
I omgivningarna runt Blasenka växer i huvudsak blandskog. Runt Blasenka är det ganska glesbefolkat, med 47 invånare per kvadratkilometer.